# توماس كينكيد
توماس كينكيد Thomas Kinkade (ولد 19 يناير 1958 في ساكرامنتو، كاليفورنيا) هو رسام أمريكي متخصص في الرسومات الواقعية والريفية.

## روابط خارجية
- توماس كينكيد على موقع IMDb (الإنجليزية)
- توماس كينكيد على موقع الموسوعة البريطانية (الإنجليزية)
- توماس كينكيد على موقع ميوزك برينز (الإنجليزية)
- توماس كينكيد على موقع إن إن دي بي (الإنجليزية)
- توماس كينكيد على موقع ديسكوغز (الإنجليزية)